# ジミー・ロジャーズ (カントリー歌手)
ジミー・ロジャーズ（英: Jimmie Rodgers、本名ジェイムズ・チャールズ・ロジャーズ 英: James Charles Rodgers、1897年9月8日 - 1933年5月26日）は、20世紀初期のアメリカ合衆国のカントリー音楽の歌手の一人。リズミカルなヨーデルで広く知られている。活躍したのは1927年から1933年と短く、35歳で早世したが、カントリー音楽の初期スーパースター達の中でも、「カントリー音楽の父」、「歌うブレーキ係」、「ブルーヨーデラー」などとも呼ばれている。

## 伝記

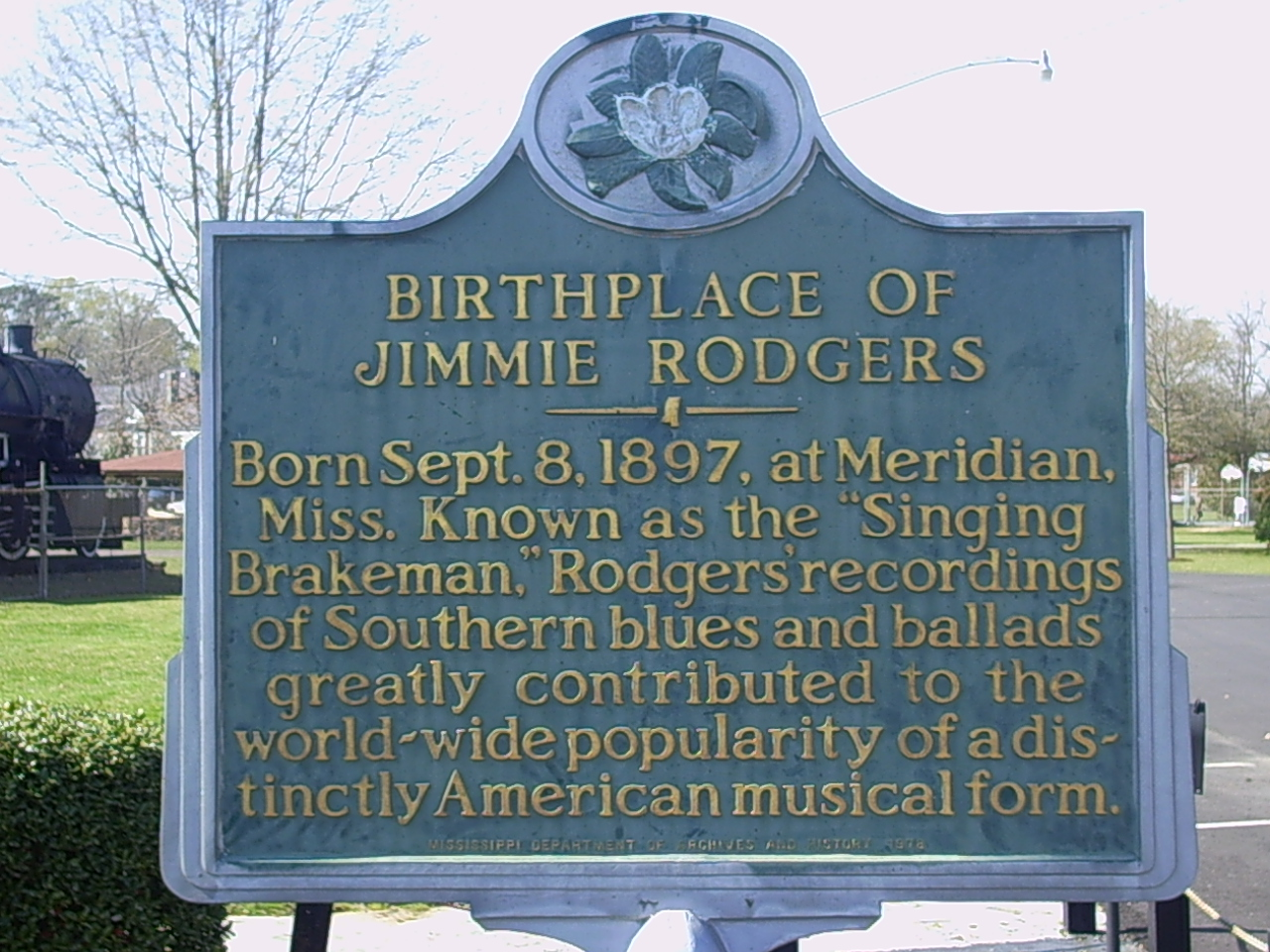
ミシシッピ州メリディアンにあるロジャーズの誕生地を示す歴史標識

### 生い立ち
ロジャーズの生誕地はミシシッピ州メリディアンとされるのが通常である。しかし、ロジャーズがその人生の後半で署名した文書では、生誕地がアラバマ州ガイガーとなっている。ここは父方の祖父ツァチャリア(1820〜99)の家があった場所である。その文書の背景を調査した歴史家達、すなわちノーラン・ポーターフィールドやバリー・メイザーは、真の生誕地としてメリディアンの直ぐ北にあるパインスプリングスを当てている。
ロジャーズが6歳または7歳のときにその母エリザ(1868〜1903)が死んだ。ロジャーズは3人兄弟の末っ子であり、その後数年間は、ミシシッピ州とガイガーに近いアラバマ州南西部にあった何人かの親戚の家で生活していた。ミシシッピ州ローダーデール郡デールビルの1900年国勢調査では、エリザ・ロジャーズ（旧姓ボーズマン）に既に7人の子供が居り、その内4人はこのとき生きていた。このとき、ジミーは下から2番目だった。おそらく7人の子供のうち6番目に生まれたと考えられる。父はアーロン・ロジャーズ(1855〜1933)であり、モービル・アンド・オハイオ鉄道の保線主任であり、新しい妻と共にメリデァインに移ったので、ロジャーズも父と共に家に戻った。

### 演芸のキャリア
ロジャーズは幼いときから芸能に親しむようになり、その道に進むことの誘惑に抗しきれなくなっていた。13歳のときまでに2度、旅公演を組織して始めたが、父に連れ戻されることになった。父はロジャーズの最初の仕事として鉄道の給水係を与えた。その職にあっても鉄道労働者や放浪者から楽器の扱いを習った。季節労働者であるアフリカ系アメリカ人鉄道労働者の労働歌を聞くことも多かった。数年後にはニューオーリンズ・アンド・ノースイースタン鉄道のブレーキ係になった。これは長兄のウォルターが、メリディアンとニューオーリンズの間を走る列車の車掌となり、それまでの職を回したものだった。
ロジャーズが27歳の1924年に結核を患った。一時的に鉄道の職を失うことになったが、同時に演芸の世界に戻るチャンスが与えられたことも意味していた。ロジャーズは旅公演の一座を組織してアメリカ合衆国南東部を回ったが、ハリケーンでテントを壊されて、家に戻るしかなくなった。フロリダ州マイアミでブレーキ係として鉄道員に戻ったが、結局病気のためにこの職を失うことになった。その後はアリゾナ州ツーソンに移り、サザン・パシフィック鉄道で転轍手として雇われた。この仕事は1年も続かず、ロジャーズ一家（この時までに妻のキャリーと娘のアニタがいた）は1927年初期にメリディアンに戻った。

### 成功
その年の後でロジャーズはノースカロライナ州アシュビルに行くことに決めた。4月18日午後9時半、ジミーとオーティス・カイケンドールが、アシュビルでは初のラジオ局WWNCで初めて演奏した。その数か月後にはテネシー州ブリストルからテネヴァ・ランブラーズというグループを採用し、そのラジオ局で「ジミー・ロジャーズ・エンタテイナーズ」という毎週の番組を持った。
1927年7月、ロジャーズのバンド仲間が、ビクタートーキングマシンの社長ラルフ・ピアがブリストルに来て地元ミュージシャンのオーディションを行うことを聞いてきた。ロジャーズと仲間は8月3日にブリストルに到着し、空の倉庫でピアのオーディションを受けた。ピアは翌日彼らのレコードを作ることに合意した。その夜、バンド仲間はレコードに何を入れるかを議論し、議論が白熱してバンドは解散した。ロジャーズは翌朝一人でレコーディングに赴いた。しかしテネヴァ・ランブラーズのメンバーであるクロード・グラントは、テレビのインタビューでこの解散について全く異なる理由を挙げていた。ロジャーズは幾らかのギターを販売するよう委託されていた。彼はギターを売ったが、そのギターを渡した店舗に金を払わなかった。グラントは、バンドメンバーがそれに合意できなかったのでバンドを解散したと語っていた。8月4日水曜日、ジミー・ロジャーズがビクターに対して最初の演奏を行った。午後2時から4時20分まで続き、2曲が完成した。すなわち『兵士の恋人』と『眠れ赤子よ』である。この試験録音で、ロジャーズは100ドルを手に入れた。
このレコードは10月7日に発売され、そこそこの成功を収めた。11月、ロジャーズはさらに芸に力を入れることに決め、ピアと次のレコーディングを手配するためにニューヨークに向かった。ピアは再度レコーディングを行うことに合意し、二人はフィラデルフィアで落ち合った後に、ビクターのスタジオのあるニュージャージー州カムデンに移動した。このときに『ブルーヨーデル』、良く知られた題名は『テキサスのT』を含む4曲が録音された。その後の2年間で、このレコードは50万枚近く売れ、ロジャーズをスターダムに押し上げた。この後は、ピアとビクターが録音すると決めれば、いつでもどこでも公演するショーを完売にした。
その後の数年間、ロジャーズは忙しかった。コロンビア ピクチャーズの『歌うブレーキ係』に出演し、国内あちこちでレコーディングを行った。アメリカ合衆国中西部を巡る赤十字社のツアーでは、ユーモア作家のウィル・ロジャースと旅した。1930年7月16日、ルイ・アームストロングのトランペット、その妻リル・ハーディン・アームストロングのピアノで『ブルーヨーデル第9』を録音した。
クレイトン・マクミチェンが作曲した歌、『禁酒が悪さをした』は、恐らくコロンビアとの著作権問題で発売されなかった。ジュアニタ・マクミチェン・リンチに拠れば、それは「当分の間あまりに議論を呼ぶ」とピアが考えた。録音マスターは別に保管され、その後紛失した。

### 後年
ロジャーズの最後から2番目の録音は1932年にカムデンで行われ、結核が進行していることが明らかだった。このときまでにツアーを行うことを諦めていたが、テキサス州サンアントニオでの毎週のラジオ番組に出演していた。『テキサスのT』がヒットしたときにそこに移っていた。レコードの売り上げから得た金でテキサス州カービルに家族のための大きな家を建てており、その場所は健康のためにも選んでいた。しかしじっとしているのはロジャーズの性分ではなく、常にツアーを行いレコーディングを行うことで、病気からの快復のチャンスが失われていった。
アメリカ合衆国は世界恐慌の直中に入り、レコードを売るという商売も衰退していたので、1933年5月、ロジャーズは再度ニューヨークに乗り込んで、5月17日から録音を始めた。初日は1人で演奏し、4曲を録音した。1日休んだ後にスタジオに戻ってくると、座ったまま録音するしかなく、間もなくリハーサルしていた曲を完成させるエネルギーを回復させるためにはホテルにもどるしかなくなった。数日後にロジャーズがスタジオに戻ったとき、録音技師はロジャーズを援助するために2人のミュージシャンを雇った。『ミシシッピデルタ・ブルース』など数曲がこの3人で録音された。しかしその最後の曲はロジャーズが1人で演奏することにし、そのキャリアを締めくくるものとして『何年か前』を録音した。
ニューヨーク市での最後の録音を行った1933年5月24日、ロジャーズは何年も結核と闘った後であり、体力がなくなっていたので、歌の合間にはベッドで休むことを必要としていた。2日後の5月26日、タフト・ホテルに泊まっていたジミー・ロジャーズは肺出血で死んだ。まだ35歳だった。

## 遺産

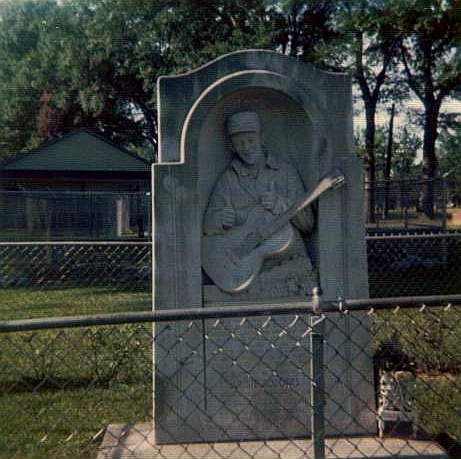
メリディアンにあるジミー・ロジャーズの記念碑

1961年にカントリー・ミュージック殿堂博物館が建設されたとき、ロジャーズは最初に殿堂入りした3人の内の1人となった。他の2人は、音楽出版者でソングライターのフレッド・ローズと、シンガーソングライターのハンク・ウィリアムズだった。ソングライターの殿堂でもロジャーズは1970年に選ばれ、ロックの殿堂でも1986年"アーリー・インフルエンス"部門に選ばれた。『ブルーヨーデル第9』はロックンロールを形成した500曲の1つに選ばれた。2003年、カントリー・ミュージック・テレビジョンが選ぶ40人の偉大なカントリー・ミュージック人では第33位にランクされた。
1953年からは、ミシシッピ州メリディアンで毎年5月に、ロジャーズの命日にジミー・ロジャーズ記念祭が開催されている。最初の開催日は1953年5月26日、死後20年経った時だった。
歌うカウボーイのジーン・オートリーや、ルイジアナ州知事も務めた歌手のジミー・デイビス（『ユー・アー・マイ・サンシャイン』の作詞・作曲者）は、ジミー・ロジャーズの模倣者としてその経歴を始めた。マール・ハガード、ハンク・スノー、レフティ・フリッゼルは、ロジャーズにアルバムを献じている。1997年、ボブ・ディランはロジャーズの歌をカバーしたアーティストの演奏を編集して『ジミー・ロジャーズの歌、献呈』として発売した。そのアーティストには、ボノ、アリソン・クラウスとユニオン・ステーション、ジェリー・ガルシア、ディッキー・ベッツ、ドワイト・ヨアカム、アーロン・ネヴィル、ジョン・メレンキャンプ、ウィリー・ネルソンなどがいる。ディランは以前に、「その歌は通常のものとは異なっている。個々の特質があり、高められた意識がある...その力に引きつけられた」と語っていた。
1969年、マール・ハガードは『同じ列車、違った時間: マール・ハガードが歌うジミー・ロジャーズの偉大な歌』を発売した。ハガードはそのベストセラーとなったアルバム『オーキー・フロム・マスコギー』（1969年）と『ファイティン・サイド・オブ・ミー』（1970年）の中で、『ノー・ハード・タイムズ』と『T.B.ブルース』もカバーしている。『ブルーヨーデル第1（テキサスのT）』はレーナード・スキナードがそのライブ・アルバム『ワン・モア・フロム・ザ・ロード』の中でカバーした。そのメンバーだったロニーは、1977年7月13日のニュージャージー州アズベリパークにおけるコンサートのインターミッションから、『テキサスのT』を演奏する前からジミー・ロジャーズやマール・ハガードのような古いカントリー音楽に興味を抱いていたと言うようになった。レーナード・スキナードはその曲『鉄道の歌』の中で「私はこの列車に乗るようになる。神よ。ジミー・ロジャーズとハグが何であったかを見つけるまで」と歌ってもいる。トンポール・グレイザーも、カントリー音楽で初めてミリオンセラーとなったアルバム『ウォンティド! アウトローズ』の中で1つのバージョンをカバーしている。
1978年、アメリカ合衆国郵便公社は、芸能切手シリーズの第1弾として、ロジャーズを扱った13セント記念切手を発行した。この切手はジム・シャープがデザインし、ブレーキ係の服装でギターを持ち、2本の親指を立てており、背景には機関車のシルエットをあしらっている。
ロジャーズの遺産と影響はカントリー音楽のみに留まらなかった。2009年の著書『ジミー・ロジャーズと会う: アメリカのオリジナルルーツ・ミュージック・ヒーローが世紀のポップサウンドを如何に変えたか』は、幅広い音楽ジャンルを通じて国際的にロジャーズの影響を辿っている。オザークの詩人フランク・スタンフォードにも影響を与えて、一連の「ブルーヨーデル」詩となった。ロジャーズは1927年から1933年のアメリカ音楽界で最大級のスターだったが、当時のだれよりもブルースを人気あるものにすることに貢献した。さらに多くのブルース・アーティストにも影響した。その中にはマディ・ウォーターズやビッグ・ビル・ブルーンジー、さらにハウリン・ウルフがいる。ジミー・ロジャーズはウルフが子供の時のアイドルだった。ウルフはロジャーズのヨーデルを真似しようとしたが、その音は唸ったり吠えたりしているように聞こえた。バリー・ギフォードはその「ローリング・ストーン」の中で、ウルフが「私はヨーデルが出来ずに、吠えることにした。それが私に合っていた」と語っていたとしている。
ロジャーズの影響は、トミー・ジョンソン、ミシシッピ・シークス、ミシシッピ・ジョン・ハート等のアーティストからも聞くことができる。ハートの『人魚と遊ばせてくれ』はロジャーズのヒット曲『列車を待ちながら』に基づいている。エルヴィス・プレスリーも重要な影響を受けた存在としてジミー・ロジャーズを挙げており、大ファンだったと言っていた。ジェリー・リー・ルイスはそのスタイルを参考にした存在としてロジャーズを挙げており、その曲の多くをカバーしている。ムーン・マリカン、トミー・ダンカンなど多くのウェスタン・スイングの歌手もロジャーズの影響を受けた。ジーン・オートリーの初期の歌の大半はロジャーズのブルースのレコードを写したものである。
クリント・イーストウッドが監督・主演した1982年の映画『センチメンタル・アドベンチャー』は、ロジャーズの生涯を題材にした。
ヴァン・モリソンの歌『窓掃除』はロジャーズについて聞いたことを歌うが、これは「ジミー・ロジャーズ」に言及しているように聞こえる。ブルース歌手としてのモリソンは同じ歌で他のブルース歌手のことを歌っているが、他のカントリーやウェスタンの歌手には言及しない。
著作『やらせ: ポピュラーミュージックの信頼性を求めて』では、『T.B.ブルース』が真に自伝的歌の最初のものだとされている。
2007年5月、ロジャーズの墓所近く、ミシシッピ・カントリー・ミュージック・トレイル沿いに2つ目の標識が建てられ、カントリー音楽の父としての役割を記している。
2010年5月28日、ロジャーズと共に録音したカントリー歌手として最後の生き残り、スリム・ブライアントが101歳で死んだ。彼らは1932年にブライアントの曲『母よ、私の心の女王』を録音した。エルトン・ジョンとレオン・ラッセルの共同制作アルバム『ザ・ユニオン』には『ジミー・ロジャーズの夢』という歌があり、ロジャーズに捧げられている。
2013年、ロジャーズはブルースの殿堂にも入れられた。

## レコーディング
| 曲名                                                                                               | レコード番号      | 録音日         | 録音場所                      |
| -------------------------------------------------------------------------------------------------- | ----------------- | -------------- | ----------------------------- |
| 兵士の恋人 “The Soldier’s Sweetheart”                                                              | ビクター 20864    | 1927年8月4日   | テネシー州ブリストル          |
| 眠れ赤子よ “Sleep, Baby, Sleep”                                                                    | ビクター 20864    | 1927年8月4日   | テネシー州ブリストル          |
| ベン・デューベリーの最後の走り “Ben Dewberry’s Final Run”                                          | ビクター 21245    | 1927年11月30日 | ニュージャージー州カムデン    |
| 母は淑女だった “Mother Was a Lady”                                                                 | ビクター 21433    | 1927年11月30日 | ニュージャージー州カムデン    |
| ブルーヨーデル第1（テキサスのT）                                                                   | ビクター 21142    | 1927年11月30日 | ニュージャージー州カムデン    |
| 遥かな山の上で “Away out on the Mountain”                                                          | ビクター 21142    | 1927年11月30日 | ニュージャージー州カムデン    |
| 古き光溢れる海辺の南部よ “Dear Old Sunny South by the Sea”                                         | ビクター 21574    | 1928年2月14日  | ニュージャージー州カムデン    |
| 謂れなき宝物 “Treasures Untold”                                                                    | ビクター 21433    | 1928年2月14日  | ニュージャージー州カムデン    |
| ブレーキ係のブルース "The Brakeman’s Blues”                                                        | ビクター 21291    | 1928年2月14日  | ニュージャージー州カムデン    |
| 水夫の嘆願 “The Sailor’s Plea”                                                                     | ビクター 40054    | 1928年2月14日  | ニュージャージー州カムデン    |
| 今はブタバコ “In the Jailhouse Now”                                                                | ビクター 21245    | 1928年2月15日  | ニュージャージー州カムデン    |
| ブルーヨーデル第2（ギャルのルシルを愛して）                                                        | ビクター 21291    | 1928年2月15日  | ニュージャージー州カムデン    |
| メンフィス・ヨーデル “Memphis Yodel”                                                               | ビクター 21636    | 1928年2月15日  | ニュージャージー州カムデン    |
| ブルーヨーデル第3                                                                                  | ビクター 21531    | 1928年2月15日  | ニュージャージー州カムデン    |
| 古き友よ “My Old Pal”                                                                              | ビクター 21757    | 1928年6月12日  | ニュージャージー州カムデン    |
| ニューオーリンズの小さく古き我が家 “My Little Old Home Down in New Orleans”                        | ビクター 21574    | 1928年6月12日  | ニュージャージー州カムデン    |
| 貴方と私の古いギター “You and My Old Guitar”                                                       | ビクター 40072    | 1928年6月12日  | ニュージャージー州カムデン    |
| 父さんと家 “Daddy and Home”                                                                        | ビクター 21757    | 1928年6月12日  | ニュージャージー州カムデン    |
| 私の小さな淑女 “My Little Lady”                                                                    | ビクター 40072    | 1928年6月12日  | ニュージャージー州カムデン    |
| 子守唄ヨーデル “Lullaby Yodel”                                                                     | ビクター 21636    | 1928年6月12日  | ニュージャージー州カムデン    |
| もう要らないブルース “Never No Mo’ Blues”                                                          | ビクター 21531    | 1928年6月12日  | ニュージャージー州カムデン    |
| カロライナの日光を浴びた少女 “My Carolina Sunshine Girl”                                           | ビクター 40096    | 1928年10月20日 | ジョージア州アトランタ        |
| ブルーヨーデル第4（カリフォルニア・ブルース）                                                      | ビクター 40014    | 1928年10月20日 | ジョージア州アトランタ        |
| 汽車を待ちながら “Waiting for a Train”                                                             | ビクター 40014    | 1928年10月20日 | ジョージア州アトランタ        |
| 寂しくてブルー “I’m Lonely and Blue”                                                               | ビクター 40054    | 1928年10月20日 | ジョージア州アトランタ        |
| 砂漠のブルース “Desert Blues”                                                                      | ビクター 40096    | 1929年2月21日  | ニューヨーク市                |
| 昔は “Any Old Time”                                                                                | ビクター 22488    | 1929年2月21日  | ニューヨーク市                |
| ブルーヨーデル第5                                                                                  | ビクター 22072    | 1929年2月23日  | ニューヨーク市                |
| パワーのあるママ “High Powered Mama”                                                               | ビクター 22523    | 1929年2月23日  | ニューヨーク市                |
| 会ってしまった “I’m Sorry We Met”                                                                  | ビクター 22072    | 1929年2月23日  | ニューヨーク市                |
| ハワイでは誰でもそうする “Everybody Does It in Hawaii”                                             | ビクター 22143    | 1929年8月8日   | テキサス州ダラス              |
| 私の寂しいブルースを食べてくれ “Tuck Away My Lonesome Blues”                                       | ビクター 22220    | 1929年8月8日   | テキサス州ダラス              |
| 汽車の汽笛ブルース “Train Whistle Blues”                                                           | ビクター 22379    | 1929年8月8日   | テキサス州ダラス              |
| ジミーのテキサス・ブルース “Jimmie’s Texas Blues”                                                  | ビクター 22379    | 1929年8月10日  | テキサス州ダラス              |
| フランキーとジョニー                                                                               | ビクター 22143    | 1929年8月10日  | テキサス州ダラス              |
| 貴方の母の名前を囁け “Whisper Your Mother’s Name”                                                  | ビクター 22319    | 1929年10月22日 | テキサス州ダラス              |
| 私の少年時代に夢見た土地 “The Land of My Boyhood Dreams”                                           | ビクター 22811    | 1929年10月22日 | テキサス州ダラス              |
| ブルーヨーデル第6                                                                                  | ビクター 22271    | 1929年10月22日 | テキサス州ダラス              |
| ヨーデルを歌うカウボーイ “Yodelling Cowboy”                                                        | ビクター 22271    | 1929年10月22日 | テキサス州ダラス              |
| 粗く乱暴な道 “My Rough and Rowdy Ways”                                                             | ビクター 22220    | 1929年10月22日 | テキサス州ダラス              |
| 歩き回った、彷徨った、旅した “I’ve Ranged, I’ve Roamed and I’ve Travelled”                         | ブルーバード 5892 | 1929年10月22日 | テキサス州ダラス              |
| ホーボー・ビルの最後の乗馬 “Hobo Bill’s Last Ride”                                                 | ビクター 22421    | 1929年11月13日 | ルイジアナ州ニューオーリンズ  |
| ミシシッピ川ブルース “Mississippi River Blues”                                                     | ビクター 23535    | 1929年11月25日 | ジョージア州アトランタ        |
| 私しか知らない “Nobody Knows But Me”                                                               | ビクター 23518    | 1929年11月25日 | ジョージア州アトランタ        |
| 記念日のブルーヨーデル “Anniversary Blue Yodel”                                                    | ビクター 22488    | 1929年11月26日 | ジョージア州アトランタ        |
| 彼女は私に会うまで幸せだった “She Was Happy Till She Met You”                                      | ビクター 23681    | 1929年11月26日 | ジョージア州アトランタ        |
| ブルーヨーデル第11                                                                                 | ビクター 23796    | 1929年11月27日 | ジョージア州アトランタ        |
| 酔っぱらいの子供 “A Drunkard’s Child”                                                              | ビクター 22319    | 1929年11月28日 | ジョージア州アトランタ        |
| 私がブルーな理由 “That’s Why I’m Blue”                                                             | ビクター 22421    | 1929年11月28日 | ジョージア州アトランタ        |
| 何故あなたが私に愛をくれたか? “Why Did You Give Me Your Love?”                                     | ブルーバード 5892 | 1929年11月28日 | ジョージア州アトランタ        |
| 青い目のジェーン “My Blue-Eyed Jane”                                                               | ビクター 23549    | 1930年6月30日  | カリフォルニア州ロサンゼルス  |
| なぜ一人ぼっちになるのか? “Why Should I Be Lonely?”                                                | ビクター 23609    | 1930年6月30日  | カリフォルニア州ロサンゼルス  |
| 月光とスキー “Moonlight and Skies”                                                                 | ビクター 23574    | 1930年6月30日  | カリフォルニア州ロサンゼルス  |
| ピストル・パッキン・パパ “Pistol Packin’ Papa”                                                     | ビクター 22554    | 1930年7月1日   | カリフォルニア州ロサンゼルス  |
| 俺を連れ戻してくれ “Take Me Back Again”                                                            | ブルーバード 7600 | 1930年7月2日   | カリフォルニア州ロサンゼルス  |
| あのギャンブラーのブルース “Those Gambler’s Blues”                                                 | ビクター 22554    | 1930年7月5日   | カリフォルニア州ロサンゼルスa |
| 私も寂しい “I’m Lonesome Too”                                                                      | ビクター 23564    | 1930年7月7日   | カリフォルニア州ロサンゼルス  |
| 1つの薔薇 “The One Rose”                                                                           | ブルーバード 7280 | 1930年7月7日   | カリフォルニア州ロサンゼルス  |
| 過ぎゆく日のために “For the Sake of Days Gone By”                                                  | ビクター 23651    | 1930年7月9日   | カリフォルニア州ロサンゼルス  |
| ジミーのミーン・ママ・ブルース “Jimmie’s Mean Mama Blues”                                          | ビクター 23503    | 1930年7月10日  | カリフォルニア州ロサンゼルス  |
| ナンバー5の不思議 “The Mystery of Number Five”                                                     | ビクター 23518    | 1930年7月11日  | カリフォルニア州ロサンゼルス  |
| ブルーヨーデル第8                                                                                  | ビクター 23503    | 1930年7月11日  | カリフォルニア州ロサンゼルス  |
| 監獄2号室で “In the Jailhouse Now, No. 2”                                                          | ビクター 22523    | 1930年7月12日  | カリフォルニア州ロサンゼルス  |
| ブルーヨーデル第9                                                                                  | ビクター 23580    | 1930年7月16日  | カリフォルニア州ロサンゼルス  |
| T.B. ブルース                                                                                      | ビクター 23535    | 1931年1月31日  | テキサス州サンアントニオ      |
| 旅のブルース “Travellin’ Blues”                                                                    | ビクター 23564    | 1931年1月31日  | テキサス州サンアントニオ      |
| ジミー・ザ・キッド “Jimmie the Kid”                                                                | ビクター 23549    | 1931年1月31日  | テキサス州サンアントニオ      |
| 何故私の目に涙があるか “Why There’s a Tear in My Eye”                                              | ブルーバード 6698 | 1931年6月10日  | ケンタッキー州ルイビル        |
| 素晴らしき都市 “The Wonderful City”                                                                | ブルーバード 6810 | 1931年6月10日  | ケンタッキー州ルイビル        |
| 貴方の側線にさせてくれ “Let Me Be Your Sidetrack”                                                  | ビクター 23621    | 1931年6月11日  | ケンタッキー州ルイビル        |
| ジミー・ロジャーズがカーター・ファミリーを訪問する “Jimmie Rodgers Visits the Carter Family”       | ビクター 23574    | 1931年6月12日  | ケンタッキー州ルイビル        |
| テキサスのカーター・ファミリーとジミー・ロジャーズ “The Carter Family and Jimmie Rodgers in Texas” | ブルーバード 6762 | 1931年6月12日  | ケンタッキー州ルイビル        |
| サボテンの花が咲くとき “When the Cactus Is in Bloom”                                               | ビクター 23636    | 1931年6月13日  | ケンタッキー州ルイビル        |
| ギャンブリング・ポルカ・ドット・ブルース “Gambling Polka Dot Blues”                                | ビクター 23636    | 1931年6月15日  | ケンタッキー州ルイビル        |
| 新しいママを探して “Looking for a New Mama”                                                        | ビクター 23580    | 1931年6月15日  | ケンタッキー州ルイビル        |
| それがどうした? “What’s It?”                                                                       | ビクター 23609    | 1931年6月16日  | ケンタッキー州ルイビル        |
| いとしい娘が行ってしまった “My Good Gal’s Gone”                                                    | ブルーバード 5942 | 1931年6月16日  | ケンタッキー州ルイビル        |
| 南部の砲弾 “Southern Cannon-Ball”                                                                  | ビクター 23811    | 1931年6月17日  | ケンタッキー州ルイビル        |
| 転がるケンタッキーの月 “Roll Along, Kentucky Moon”                                                 | ビクター 23651    | 1932年2月2日   | テキサス州ダラス              |
| ホーボーの瞑想 “Hobo’s Meditation”                                                                 | ビクター 23711    | 1932年2月3日   | テキサス州ダラス              |
| 私の時は続かない “My Time Ain’t Long”                                                              | ビクター 23669    | 1932年2月4日   | テキサス州ダラス              |
| 99年のブルース “Ninety-Nine Years Blues”                                                           | ビクター 23669    | 1932年2月4日   | テキサス州ダラス              |
| ミシシッピの月 “Mississippi Moon”                                                                  | ビクター 23696    | 1932年2月4日   | テキサス州ダラス              |
| 家に続く道を下って “Down the Old Road to Home”                                                     | ビクター 23711    | 1932年2月5日   | テキサス州ダラス              |
| ブルーヨーデル第10                                                                                 | ビクター 23696    | 1932年2月6日   | テキサス州ダラス              |
| 帰郷 “Home Call”                                                                                   | ビクター 23681    | 1932年2月6日   | テキサス州ダラス              |
| 母よ、私の心の女王 “Mother, the Queen of My Heart”                                                 | ビクター 23721    | 1932年8月11日  | ニュージャージー州カムデン    |
| 赤ん坊が眠るまで揺らせ “Rock All Our Babies to Sleep”                                              | ビクター 23721    | 1932年8月11日  | ニュージャージー州カムデン    |
| ウィッピン・ザット・オールドT.B. “Whippin’ That Old T.B.”                                          | ビクター 23751    | 1932年8月11日  | ニュージャージー州カムデン    |
| 辛い時は無い “No Hard Times”                                                                       | ビクター 23751    | 1932年8月15日  | ニュージャージー州カムデン    |
| ロング・トール・ママ・ブルース “Long Tall Mama Blues”                                              | ビクター 23766    | 1932年8月15日  | ニュージャージー州カムデン    |
| ピーチ・ピッキン・タイム・ダウン・イン・ジョージア “Peach-Pickin’ Time Down in Georgia”            | ビクター 23781    | 1932年8月15日  | ニュージャージー州カムデン    |
| ギャンブリング・バールーム・ブルース “Gambling Barroom Blues”                                      | ビクター 23766    | 1932年8月15日  | ニュージャージー州カムデン    |
| 3人の女を愛しただけだ “I’ve Only Loved Three Women”                                                | ブルーバード 6810 | 1932年8月15日  | ニュージャージー州カムデン    |
| テネシーの丘で “In the Hills of Tennessee”                                                         | ビクター 23736    | 1932年8月29日  | ニューヨーク市                |
| プレーリーの子守唄 “Prairie Lullaby”                                                               | ビクター 23781    | 1932年8月29日  | ニューヨーク市                |
| ミス・ザ・ミシシッピ・アンド・ユー “Miss the Mississippi and You”                                  | ビクター 23736    | 1932年8月29日  | ニューヨーク市                |
| スウィート・ママ・ハリー・ホーム “Sweet Mama Hurry Home”                                           | ビクター 23796    | 1932年8月29日  | ニューヨーク市                |
| ブルーヨーデル第12                                                                                 | ビクター 24456    | 1933年5月17日  | ニューヨーク市                |
| カウボーイの最後の乗馬 “The Cowhand’s Last Ride”                                                   | ビクター 24456    | 1933年5月17日  | ニューヨーク市                |
| 今はチェイン・ギャングから自由さ “I’m Free from the Chain Gang Now”                                | ビクター 23830    | 1933年5月17日  | ニューヨーク市                |
| 眼に涙のある夢 “Dreaming with Tears in My Eyes”                                                    | ブルーバード 7600 | 1933年5月18日  | ニューヨーク市                |
| ヨーデルを歌いながら故郷に帰る “Yodeling My Way Back Home”                                         | ブルーバード 7280 | 1933年5月18日  | ニューヨーク市                |
| ジミー・ロジャーズの最後のブルーヨーデル “Jimmie Rodger’s Last Blue Yodel”                         | ブルーバード 5281 | 1933年5月18日  | ニューヨーク市                |
| ヨーデルを歌うレンジャー “The Yodelling Ranger”                                                    | ビクター 23830    | 1933年5月20日  | ニューヨーク市                |
| 私の心の古き友 “Old Pal of My Heart”                                                               | ビクター 23816    | 1933年5月20日  | ニューヨーク市                |
| 古いラブレター “Old Love Letters”                                                                  | ビクター 23840    | 1933年5月24日  | ニューヨーク市                |
| ミシシッピ・デルタ・ブルース “Mississippi Delta Blues”                                             | ビクター 23816    | 1933年5月24日  | ニューヨーク市                |
| ディクソン線の下のどこかで “Somewhere Down Below the Dixon Line”                                   | ビクター 23840    | 1933年5月24日  | ニューヨーク市                |
| 何年も前 “Years Ago”                                                                               | ブルーバード 5281 | 1933年5月24日  | ニューヨーク市                |